# Cendres+Métaux
Die Cendres+Métaux Holding SA ist ein Schweizer Unternehmen mit Hauptsitz in Biel. Es entwickelt, produziert, vermarktet und verkauft eigene und kundenspezifische Produkte und erbringt Dienstleistungen für die Dentalmedizin, die Medizintechnik und die Uhren- sowie die Schmuckindustrie. Rund 400 Mitarbeitende arbeiten für das Unternehmen, wobei rund 340 am Produktionsstandort und Hauptsitz in Biel tätig sind.

## Geschichte
1885 eröffnete Louis Aufranc eine Edelmetall-Schmelzerei. 1924 fusionierte er sein Unternehmen mit der Firma Zanelli und gründete die Aktiengesellschaft Cendres+Métaux SA. Die Haupttätigkeit der neuen Unternehmung war die Aufarbeitung von edelmetallhaltigen Materialien. Diese Haupttätigkeit lieh der Firma den Namen, denn beim Aufarbeiten von edelmetallhaltigen Materialien entstehen Asche (französisch Cendres) und Metalle (französisch Métaux).

## Unternehmensstruktur
Zur Cendres+Métaux Holding SA gehören vier Unternehmen: Cendres+Métaux SA, Cendres+Métaux Lux SA, Cronal SA und Queloz SA.
Die rechtliche Einheit Cendres+Métaux SA – bekannt unter dem Namen Cendres+Métaux Medtech – ist Herstellerin von Produkten für den Medizin- und Dentalmarkt. Sie verfügt über Tochtergesellschaften in Frankreich und Spanien. Medizinprodukte werden vorwiegend für Drittanbieter im Auftragsverhältnis produziert. Dentalprodukte sind unter eigenem Markennamen erhältlich.
Cendres+Métaux Lux stellt hochpräzise Uhren- und Schmuckteile aus Edelmetall für Uhrenmarken her. Sie beliefert die Industrie zudem mit Edelmetall-Halbzeugen und bietet Recycling-Dienstleistungen an.
Cronal SA ist spezialisiert auf Gravuren für die Uhrenindustrie und deckt Kompetenzen von der chemischen und mechanischen bis zur Lasergravur ab.
Queloz SA stellt Uhrengehäuse und weitere Komponenten für die «Haute Horlogerie» her.